# Imperfet del subjuntiu (català)
El Subjuntiu Imperfet és un temps verbal català que expressa, generalment, una acció posterior en relació al temps de l'oració subordinada, que té lloc al Perfet i Imperfet de l'Indicatiu. Expressa una idea d'irrealitat, de dubte i de probabilitat tal com ho fa el Present del Subjuntiu. El Subjuntiu Present s'oposa a l'Indicatiu Present en aquesta qüestió. A l'Indicatiu hom presenta un esdeveniment real que té lloc en un marc cronològic de present, passat i futur. El Subjuntiu en canvi presenta un fet pensat o imaginat en un marc cronològic de present, passat i futur, tot i que no els precisa per menut com el seu homòleg a l'Indicatiu. Els temps del subjuntiu no expressen efectivament el temps amb exactitud.

## Valor del Subjuntiu Imperfet

### Valor de base de l'imperfet del subjuntiu
L'Imperfet del Subjuntiu expressa una acció desorientada en relació al temps en què es relata. És a dir, relata un esdeveniment passat, present o futur però no coincidint amb el temps de parla, més aviat, amb el Perfet i l'Imperfet de l'Indicatiu. 
No s'ho creia que arribés a les hores però finalment va arribar (passat)
Volia que el truquessin tots els dies i per això el truco (present)

M'agradaria que el meu fill fos algun dia astronauta (futur)
Per aquesta raó és incorrecte en català voler traslladar el futur simple del subjuntiu castellà al català vist que aquest temps no existeix en català. En castellà el Futur del Subjuntiu presenta accions irreals en un futur incert mentre que en català s'empra l'Imperfet o el Plusquamperfet del Subjuntiu per al mateix valor.
Preferiria quedar-m'hi (incorrecte)
Hagués preferit quedar-m'hi (correcte)
En tant que subjuntiu, l'Imperfet tampoc exposa un esdeveniment real però imaginat o pensat. Expressa dubtes o probabilitats. No apunta a accions concretes esdevingudes en la realitat. Fa referència a probabilitats que podrien esdevenir-se després d'alguna acció ja passada o situada en un Perfet, fins i tot Imperfet, de l'Indicatiu.
Era possible que plogués el dia del casament
A l'exemple anterior tenim una construcció en passat (verb "era") però que envia cap a una probabilitat, la de ploure, que tant l'interlocutor com l'orador situen en un futur incert, imaginari, d'hipòtesi, etc. Sabem que l'acció s'explica al passat de forma general i que algun esdeveniment havia de passar en un marc cronològic futur dins d'aquell esdeveniment passat. Però és un esdeveniment probable, podria haver plogut com no.

### Oracions subordinades relatives
L'Imperfet del Subjuntiu s'aplica de forma general després d'un relatiu, la major part dels casos amb un "que". Els relatius possibles en català són:
- què
- que
- qui
- on
- el qual (i tots els derivats)

El relatiu és dins la sintaxi un mot que permet construir frases més complexes. En aquest cas introdueix una frase subordinada. Les frases subordinades es construeixen a partir d'una oració principal i d'una altra oració que és secundària i que no pot existir sense la primera oració. Vegem-ne algun exemple:
Seria del tot convenient que tinguessin els passaports en regla
A l'exemple anterior tenim les dues oracions subratllades i el relatiu "que" en negre més fosc. La primera oració és la principal. Podem prescindir de la resta, és a dir, del relatiu i de la segona oració. La frase continuaria tenint sentit. En canvi, la segona oració no té cap mena de sentit tota sola i per això parlem d'una oració subordinada. El llaç que les uneix totes dues és el relatiu: que.
Nota: a banda, l'exemple anterior permet entendre el valor del Subjuntiu Imperfet. S'emet la necessitat de tenir un passaport en regla. L'avís se situa en un condicional present però fins que no s'hagin actualitzat els passaports, l'acció que segueix és improbable: és convenient, és a dir, hom no sap i és necessari o no, només emet la probabilitat que ho sigui.

### Construccions impersonals
Una construcció impersonal és una frase que manca de persona. Serveix per a indicar dubtes, fets necessaris, probabilitats o incerteses. L'estructura habitual s'estructura normalment al voltant d'un adjectiu i pren la forma següent:
Verb SER + adjectiu + relatiu + oració al subjuntiu
L'estructura presenta un adjectiu que no es refereix a cap persona en concret i per aquest motiu el verb es conjuga a la tercera persona del singular. Li segueix estretament un relatiu que marca la separació entre l'oració principal i la subordinada. En aquest cas cap de les dues oracions pot viure tota sola. L'una necessita l'altra tal com es pot apreciar en aquest exemple.
Era important que practiquessis esport per millorar la teua salut
El verb ser es conjuga al passat i no se li atorga cap persona. Per això podem parlar d'una construcció impersonal. És seguit per l'adjectiu "important" que forma part integrant de la primera oració: era important. Aquesta introdueix el relatiu "que" per tal de donar pas a l'oració subordinada. La subordinada està conjugada al subjuntiu imperfet perquè hom espera s'expressa en un passat de probabilitat. És una incertesa que caldria portar a terme però com que en el moment de parlar-ne no es va portar, ningú sap quin resultat se n'hauria derivat dins d'un futur.

Tot seguit es llisten les estructures més habituals:
| desitjar que caldre que seria bo que és una llàstima que és del tot dubtós que | és útil que no és gens dubtós que és essencial que és important que és possible que | és preferible que és (poc) probable que és (poc) just que és necessari que és obligatori que | és possible que és estrany que és l'hora que sembla que | és possible que és estrany que és l'hora que sembla que |

### Oracions subordinades completives
Les oracions completives són oracions subordinades introduïdes per una conjunció. L'estructura que sorgeix a partir de les oracions completives introdueix de forma molt recurrent un verb acompanyat per un relatiu. El verb o acció en qüestió expressa desig, voluntat, ordre, dubte, sentiments, etc.

N'és un exemple aquesta frase:
Desitjava que vingués ràpidament a signar el contracte de treball
En aquesta frase el verb d'acció (venir) és introduït per un altre verb (desitjar) que no fa altra cosa que donar caràcter de probabilitat al conjunt de l'esdeveniment. Per això cal conjugar el verb d'acció (subratllat) al subjuntiu. La persona no sap si havia vingut. Té clar que una acció s'inicià en un passat però no sap les conseqüències d'haver-se signat realment. Aleshores desitjava que fos així i que allò passés però en cap moment té cap mena de seguretat al voltant del resultat final.

Tot seguit llistem algunes de les estructures més habituals:
| agradar que apreciar que esperar-se (a) que consentir que defensar que | desitjar que voler que dubtar que estar content que ser content que | saber greu que sorprendre's que empipar-se que enfurismar-se que estar sorprès que | estar trist que exigir que recomanar que ordenar que proposar que | oposar-se a que rebutjar que refusar que |

Convé notar que en català no afegim la preposició "de" abans del relatiu "que". Tot i que l'ús corrent i col·loquial porta el parlant a afegir-lo per influència del castellà, no és correcte afegir preposicions abans del relatiu.
| Tipus        | Significat                                      | Conjunció |
| ------------ | ----------------------------------------------- | --- |
| Completives  | sense significat                                | que, si, com |
| De lloc      | lloc                                            | on, allà on |
| De temps     | simultaneïtat, anterioritat, posterioritat, etc | quan, mentre, abans que (no), després que, fins que (no), des que, així que, tot seguit, que, tan bon punt, tan aviat, com, sempre que, cada volta que, cada vegada que, cada cop que, tota vegada que, etc |
| De manera    | mode                                            | com, com si, segons que, tal com, així com |
| Comparatives | condició, superioritat, inferioritat, etc       | si, si de cas, posat que, en cas que, mentre que, mentre, com més ... més, com menys ... menys, quan ... més, quan ... menys, menys ... que (no), pitjor ... que (no), etc                                  |
| Casuals      | causa                                           | perquè, com que, ja que, atès que, vist que, puis que, per tal com, a causa que |
| Finals       | Finalitat                                       | perquè, per tal que, a fi que |
| Concessives  | Finalitat                                       | encara que, malgrat que, a pesar que, per més que, tot i que, mal que |
| Consecutives | Conseqüència                                    | de manera que, tant ... que, tan ... que |

### Oracions d'exclamació
El parlant empra igualment el subjuntiu en oracions exclamatives. Són estructures amb una construcció moltes vegades en refrany introduïdes per un relatiu. Cada llengua posseeix les seves pròpies. Llistem tot seguit algunes de les més usuals en català:
- Tant de bo que...
- Déu no vulgui que...
- Sigui com sigui...
- Qualsevol que...
- Aquell que vulgui que...
- El que vulgui que...

S'han de conjugar al Subjuntiu Imperfet perquè en exclamar-se no presenten cap fet real, sinó que es limiten a col·locar unes suposicions en l'aire.

## Formació del Subjuntiu Perfet

### Els pronoms personals
Els morfemes de persona són els que relacionen el verb amb una persona gramatical, generalment representada pels pronoms personals que l'acompanyen.
Ell canvia de texans tots els dies.
En català, els pronoms personals o morfemes de persona no són necessaris perquè la flexió verbal ja indica el gènere i el nombre. Per aquest motiu se solen elidir ben sovint, en llengua parlada com escrita. Tot i això, en cas de necessitar posar èmfasi o donar més rellevància a la persona gramatical, hom acostuma a no dispensar-los.
Jo toco el piano totes les tardes. -> Toco el piano totes les tardes.
Ella té classes de piano totes les tardes. -> Té classes de piano totes les tardes.
Els pronoms personals en català són els següents:
| Pronom personal | Persona | Nombre   |
| --------------- | ------- | -------- |
| Jo              | 1a      | singular |
| Tu              | 2a      | singular |
| Ell / Ella      | 3a      | singular |
| Nosaltres       | 1a      | plural   |
| Vosaltres       | 2a      | plural   |
| Ells / Elles    | 3a      | plural   |

En particular, la segona persona, en català, posseeix tres graus de tractament els quals fan variar el verb. A la pràctica, és a dir, en llengua parlada, els tractaments no formals són d'ús molt recurrent i habitual mentre que es dona preferència a les formes formals en l'escrit. I encara dins la llengua escrita, s'acostuma a prioritza en administració les formes en "vós" perquè permet no distingir el gènere.
| Pronom personal | Verb                    | Exemple                                                         |
| --------------- | ----------------------- | --------------------------------------------------------------- |
| Tu              | 2a singular             | Portes un jersei nou!                                           |
| Vostè / Vostès  | 3a singular / 3a plural | Faci'm el favor... / Ens podrien confirmar la seua assistència? |
| Vós             | 2a plural               | Ompliu els requadres en blanc amb la forma correcta             |

### Les conjugacions
El català és una llengua flexionada de forma que els verbs presenten un lexema verbal (o arrel) que expressa el contingut lèxic del verb i es repeteix en totes les formes dels verbs regulars. Els morfemes verbals, en canvi, presenten variació ja que expressen, en una mateixa desinència, el nombre, la persona, el temps i el mode.
| Verb        | Lexema verbal | Morfema verbal |
| ----------- | ------------- | -------------- |
| estudio     | estudi-       | -o             |
| descobreixo | descobr-      | -eixo          |
| perdo       | perd-         | -o             |

En conseqüència, els verbs es conjuguen en funció de les seves conjugacions o morfemes verbals d'arrel.
- Verbs acabats en -AR (1a conjugació)
- Verbs acabats en -ER o -RE (2a conjugació)
- Verbs acabats en -IR (3a conjugació)

Els verbs de la tercera conjugació poden ser purs o incoatius. Els verbs purs són els que segueixen el model regular de conjugació mentre que els incoatius afegeixen l'increment -eix o -ix segons la variant dialectal entre el lexema verbal i la terminació de la primera, segona, tercera persones del singular i la tercera del plural.
Obro la porta (pur)
Floreixen les flors del jardí (incoatiu)
Finalment, els verbs dur i dir són considerats verb de la segona conjugació, és a dir, es conjuguen segons el model regular de la segona conjugació, tot i presentar lexemes verbals irregulars.

### Construcció del Subjuntiu Perfet

#### Els verbs regulars
| Persona      | 1a conj. -AR | 2a conj. -RE o -ER | 3a conj. (purs) | 3a conj. (incoatius) |
| ------------ | ------------ | ------------------ | --------------- | -------------------- |
| Jo           | -és          | -és                | -ís             | -ís                  |
| Tu           | -essis¹      | -essis¹            | -issis          | -issis               |
| Ell / Ella   | -és          | -és                | -ís             | -ís                  |
| Nosaltres    | -éssim¹      | -éssim¹            | -iísim          | -iísim               |
| Vosaltres    | -éssiu¹      | -éssiu¹            | -íssiu          | -íssiu               |
| Ells / Elles | -essin¹      | -essin¹            | -issin          | -issin               |

¹A la variant dialectal valenciana, les -i de la formació de l'Imperfet són substituïdes per una -e (ex.: cantessen, juguesses, cantésseu, conduíssem, etc).

#### Els verbs irregulars
- Hi ha verbs que presenten irregularitats tant en el lexema com en el morfema. De forma general,[3][4]

- els verbs de la 2a i 3a conjugació que no tenen una -o final a la 1a persona singular del Present de l'Indicatiu, per regla general, afegeixen un so velar representat per -c, -g o -gu (ex.: vinguessin, coneguéssim, etc)
- el verb viure és un cas a part ja que substitueix la -u del lexema per -squ (ex.: visqués, visquéssim, visquessin, etc)

Alguns verbs alternen algunes de les seves vocals en el lexema (són els verbs d'alternança vocàlica):
- els verbs jeure, néixer (o nàixer), treure (o traure) i péixer fan les formes tòniques en -e (ex.: traguéssim, nasqués) a la varietat catalana central, nord-occidental i septentrional

En darrer lloc, els verbs ser, ésser i estar són dos verbs irregulars per regla i, per tant, presenten formes molt diverses a totes les persones.
| Ser o Ésser        | Estar                   |
| ------------------ | ----------------------- |
| (jo) fos           | (jo) estigués           |
| (tu) fossis        | (tu) estiguessis        |
| (ella) fos         | (ell) estigués          |
| (nosaltres) fóssim | (nosaltres) estiguéssim |
| (vosaltres) fóssiu | (vosaltres) estiguéssiu |
| (ells) fossin      | (elles) estiguin        |

notaL'ús de la -e en substitució de la -i a la forma dialectal del valencià segueix aplicant-se sobre els verbs ser, ésser i estar.